# چئونگیسان (یانگ‌پیونگ)
چئونگیسان (به لاتین: Cheonggyesan) یک کوه در کره جنوبی است. چئونگیسان ۶۵۸٫۴ متر بالاتر از سطح دریا واقع شده‌است.